# معتمدية مطماطة الجديدة
معتمدية مطمامة الجديدة إحدى معتمديات الجمهورية التونسية، تابعة لولاية قابس.